# Serranio
Serranio es el segundo álbum de la banda peruana Frágil. Serranio contiene los sonidos clásicos de rock and roll, country, blues y un poco de música andina que la agrupación peruana había empleado en sus trabajos anteriores, pero se diferencia de estos al incluir letras más oscuras que hacen referencia a la esclavitud. Debutó con el sencillo Animales, con el cual hizo un vídeo musical.

## Historia
Las sesiones de grabación del álbum comenzaron en el invierno de 1989 en Lima, después de haber tenido gran éxito con el álbum Avenida Larco quieren volver con las mismas ganas como al comienzo de los 80, sacan el álbum en casete y por la «modernización» del tiempo el siguiente álbum lo ponen en versión vinilo, pero ya en 1990 con una portada de color medio verdoso a comparación del primero que era de color azul por los bordes. El contrato del grupo con Delta Discos S.A., el cual le dio esperanza con las canciones Como un Loco y La del Brazo.

### Apoyo gráfico
La portada del álbum fue realizada a partir de un diseño de los artistas Dulude y Octavio Castillo.

## Descripción de canciones
- «Animales», fue la canción más exitosa del álbum. Fue compuesta principalmente por Dulude y Octavio Castillo, durante el reemplazo del baterista ponen a quien sería su nuevo baterista hasta el día de hoy "Jorge Durand", que empezó aun antes de terminar la escuela; su letra era controvertida y ambigua, admitiendo dos posibles interpretaciones: que canción y título se refieren a una locura de poder que tienen los hombres al cambiar el mundo y enloquecen a descubrir que no se puede hacer nada porque todo ya está hecho.[2]

## Lista de canciones
Todas las canciones escritas y compuestas por César Bustamante, Octavio Castillo, Andrés Dulude, Luis Valderrama y Jorge Durand. 
| Cara A |                |          |  |
| N.º    | Título         | Duración |  |
| 1.     | «El Abuelo»    | 1:33     |  |
| 2.     | «Animales»     | 4:07     |  |
| 3.     | «Aquella Niña» | 5:18     |  |
| 4.     | «La del Brazo» | 3:46     |  |
| 5.     | «Cuánto Hay»   | 6:04     |  |

| Cara B |                         |          |  |
| N.º    | Título                  | Duración |  |
| 6.     | «Como un Loco»          | 4:11     |  |
| 7.     | «Pilón»                 | 3:03     |  |
| 8.     | «Inquietudes»           | 3:59     |  |
| 9.     | «Huarmi» (Instrumental) | 7:49     |  |
| 10.    | «Serranio»              | 3:42     |  |

## Créditos
Frágil
- Andrés Dulude - vocalista líder, guitarra acústica
- Octavio Castillo - piano, instrumentos variados, corista
- Luis Valderrama - guitarra eléctrica
- Jorge Durand - batería
- César Bustamante - bajo, piano eléctrico